# أحمد بن عبد الله السالم
أحمد بن عبد الله السالم، (ولد عام 1953 في دومة الجندل)، كاتب وشاعر وأكاديمي سعودي، له عدة دواوين شعرية وبحوث منشورة.

## الدراسة والعمل
تلقى تعليمه الابتدائي في دومة الجندل، ودرس المرحلتين المتوسطة والثانوية في معهد الجوف العلمي بسكاكا، وتخرج فيه عام 1393هـ/1973م، ثم أكمل تعليمه الجامعي بكلية اللغة العربية بجامعة الإمام محمد بن سعود الإسلامية بالرياض، وحصل من الجامعة نفسها على درجة الماجستير، وكان عنوان رسالته: (التوابع في الصرف للقرماني دراسة وتحقيق)، ثم حصل على درجة الدكتوراه بأطروحة عنوانها: (منهاج الطالب إلى كفاية ابن الحاجب دراسة وتحقيقًا).
تولى عدة مناصب أكاديمية منها:
- معيد في كلية اللغة العربية وتدرج في الرتب العلمية حتى وصل إلى درجة أستاذ عام 1428هـ.
- رئيس قسم النحو والصرف وفقه اللغة بجامعة الإمام محمد بن سعود الإسلامية بين عامي 1424-1428هـ.
- عميد كلية اللغة العربية عام 1429هـ.
- وكيل لجامعة الإمام محمد بن سعود الإسلامية لشؤون الطالبات عام 1431هـ.[1]
- رئيس مجلس إدارة الجمعية العلمية السعودية للغة العربية عام 1429هـ.
- عضو مؤسسة عبد الرحمن السديري الخيرية.
- عضو نادي الجوف الأدبي.
- عضو رابطة الأدب الإسلامي العالمية.[2]

## مؤلفاته

### دواينه
يتناول أغلب شعره مواضيع اجتماعية ووطنية، وهو من التيار المحافظ الذي يميل إلى الشعر الكلاسيكي والتناص والمعارضات مع شعراء العربية القدماء والمحدثين، وقد صدرت له الدواوين التالية:
- بوح الخاطر.
- قبلات على الرمل والحجر.
- صدى الوجدان.
- دموع في مواجهة الطوفان.
- عندما كنت هناك.

### البحوث
- (رُبّ) في اللسان العربي بين النظرية والتطبيق.
- (دُرَيْوِد) حياته وآراؤه النحوية والتصريفية.
- (ألا) في اللسان العربي.
- حذف المعاني للضرورة.
- ما يرد الأشياء إلى أصولها.
- (أم) بين اللغويين والمفسرين.[3]

## وصلات خارجية
- «السالم» يكشف لـ«سبق» تفاصيل لقائه بالملك سلمان وقصيدة التأسيس
- جامعة الإمام تكرم شعراءها لإسهاماتهم الوطنية